# Motorola 68012

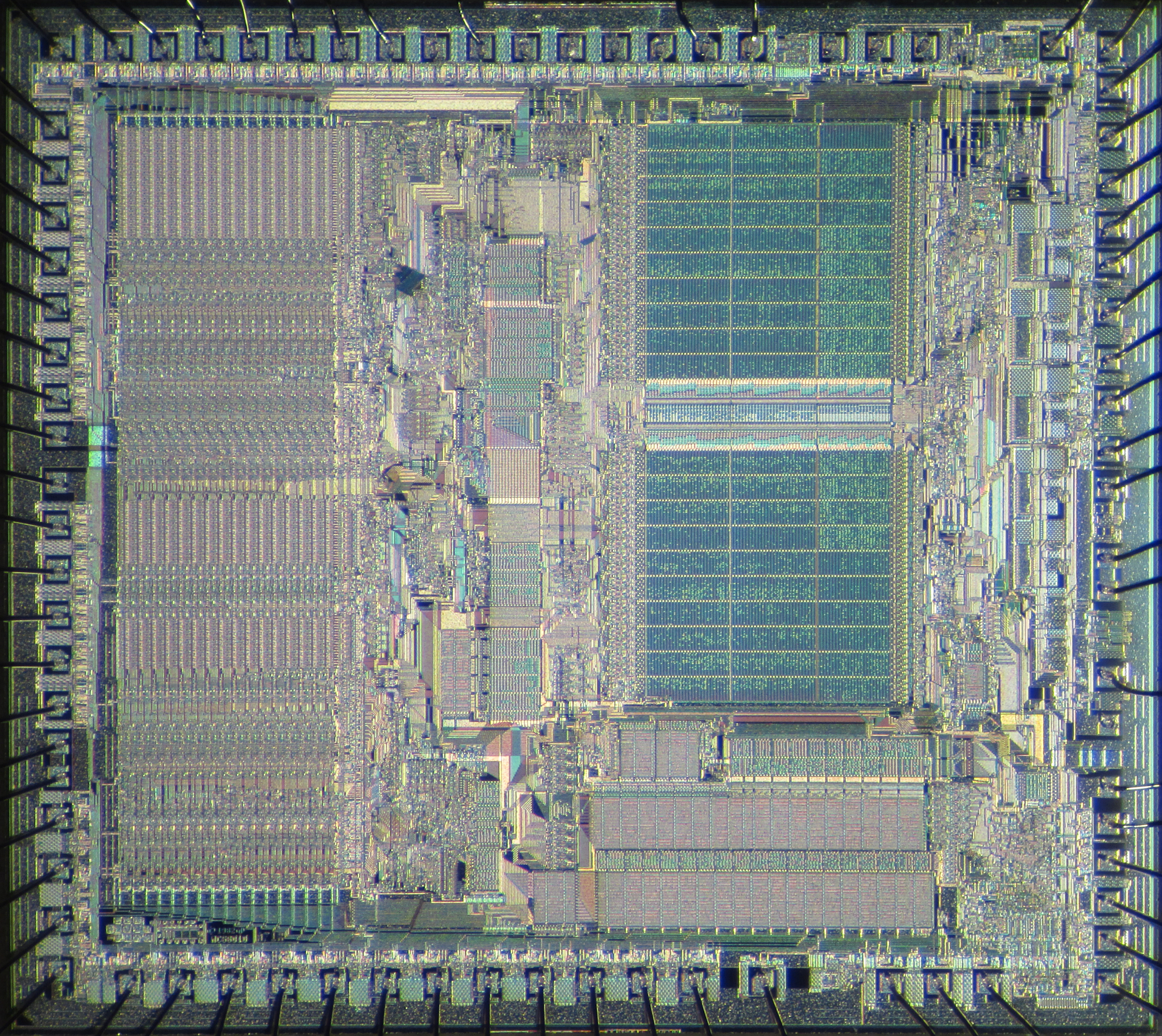
El procesador Motorola MC68012

El procesador Motorola MC68012 es un microprocesador de 16/32 bits de los primeros años de la década de los 80. Siendo el primer procesador "puro" de 32 bits en el mercado.
Se trata de una versión en encapsulado PGA de 84 patillas del procesador MC68010 de Motorola. Las únicas mejoras con respecto a este último son la extensión del espacio de memoria a 2 GB y la adición de una patilla RMC. Todas las demás características del MC68010 fueron respetadas.
- Datos: Q726457